# 松浦進
松浦 進（まつうら すすむ）は北海道札幌市を拠点にしている日本の版画家。道都大学出身。教員をしながら作家活動を続けている。

## 経歴、展覧会
- 1989年
  - 北海道旭川市に生まれる。[2]
- 2009年
  - CAI2 IMAGICAL Vol2に出展
  - Nockin’ on Toilet Doorに出展
- 2010年
  - 共創展に出展
  - we are plasticに出展
  - 第4回 道展U-21に出展
- 2011年
  - susumu matsuura exhibitionにて個展
- 2012年
  - 道都大学 美術学部 デザイン学科 卒業
  - FABULOUS WALL[nakaji memo]に出展
  - 道銀文化財団企画展Art Ensemble#2[omnibus]に出展
  - FABULOUS WALL[nakaji memo]に出展
  - ambivalenceにて個展
  - FABULOUS WALLにて個展
  - susumu matsuura exhibitionにて個展
- 2013年
  - opening exhibitionに出展
  - 第1回ナカジプリンツに出展
  - JRタワー・アートプラネッツ・グランプリ展に出展
  - personaにて個展
  - crypticにて個展
  - profilingにて個展
- 2014年
  - FEI PRINT AWARDに出展
  - 六花ファイルに出展
  - ドローイング展に出展
  - one personにて個展
  - susumumatsuura × Coffee Stand 28に出展
- 2015年
  - トーキョーワンダーウォール2015に出展
  - SCREENに出展
  - 小鳴雑貨店に出展
  - artificial propagation cityにて個展
  - melancoriaにて個展
  - conscientiaにて個展
- 2016年
  - 第10回秀桜基金留学賞受賞者記念展に出展
  - ART FAIR SAPPOR 2016に出展
  - CWAJ EXHIBITION OF CONTEMPORARY JAPANESE PRINTSに出展、初のアメリカでの出展
  - femail/mailにて個展、初のイギリスでの個展
  - artificial propagation planetにて個展
- 2017年
  - CampBasel Revisitedにて出展、初のスイスでの出展
  - ASYAAFに出展、初の韓国での出展
  - STRANGERでの個展、初のチェコでの個展
  - Healingでの個展、初のオランダでの個展
  - CampBasel Revisitedに出展
  - Just walking alone(saloncojica)に出展
  - ART FAIR SAPPORO 2017に出展
  - シェル美術賞2017に出展
  - 初のチェコでの個展、STRANGERを開催
  - 個展、Healing and othersを開催
- 2018年
  - 損保ジャパン興亜美術館でのFACE2018に出展
  - JRタワー・アートプラネッツ・グランプリ2018

- 第64〜72回 全道美術協会展
- 第14、15、17、19、20回 三菱商事アートゲートプログラム
- 第57、58、59、60回 CWAJ現代版画展
- 第2〜4回 NBCメッシュテック国際版画ビエンナーレ

## 受賞
- 2011年
  - 第4回 道展U-21 読売新聞北海道支社賞
- 2012年
  - 第67回 全道美術協会展 奨励賞[3]
  - 三菱商事アートゲートプログラム2012年度奨学生 選抜
  - 北広島市文化奨励賞
- 2013年
  - 第68回 全道美術協会展 奨励賞[4]
- 2015年
  - 第70回 全道美術協会展 八木賞[5]
  - JR TOWER ART BOX AWARD 2015 優秀賞
- 2016年
  - 第10回 秀桜基金留学賞[6]
  - 全道美術協会展 会友推挙